# Шаяхметов, Жумабай Шаяхметович
Жумаба́й Шаяхме́тович Шаяхме́тов (каз. Жұмабай Шаяхметұлы Шаяхметов / Jūmabai Şaiahmetūly Şaiahmetov; 30 августа 1902, аул № 2, Борисовская волость, Омский уезд, Акмолинская область, Степное генерал-губернаторство, Российская империя — 17 октября 1966, Алма-Ата, Казахская ССР) — советский партийный и государственный деятель, Первый секретарь ЦК КП Казахстана (1946—1954 гг.).
Член ВКП(б) с 1929 года, член ЦК КПСС (1952—1956 гг.), депутат Верховного Совета СССР I—IV созывов (1941—1958 гг.), депутат Верховного Совета Казахской ССР II—IV созывов, председатель Совета национальностей Верховного Совета СССР (1950—1954 гг.).

## Биография

### Детство, юность, служба вНКВД
Родился 30 августа 1902 года в ауле № 2 Борисовской волости Омского уезда Акмолинской области (ныне — Шербакульский район, Омская область, Российская Федерация) в бедной крестьянской семье. Происходит из рода Атыгай племени Аргын Среднего жуза.
В 1910—1913 годы учился в Ашилы-Кульской аульной школе. В 1917 году окончил Полтавское двухклассное казахско-русское училище. После окончания училища, из-за материальных трудностей, не смог продолжить обучение. Поэтому в 1917—1919 годы вынужден был работать батраком у баев С. Сагитова и Х. Сеитова. Однако, желая передавать полученные во время учёбы знания своим землякам, в 1919 году Шаяхметов становится учителем в родной Ашилы-Кульской аульной школе, где работает до 1921 года.
В 1921—1923 годы — секретарь Текинского волостного революционного комитета. В 1923—1925 годы — агент 1-го разряда Черлакского уездного уголовного розыска. В 1925 году — старший делопроизводитель, инспектор Акмолинского губернского административного отдела. В 1925—1926 годы — секретарь Акмолинской губернской комиссии по коренизации аппарата. В 1926—1928 годы — ответственный секретарь Петропавловского окружного комитета союза «Кошчи». В ноябре 1927 года Шаяхметов становится кандидатом, а с 1929 года — членом ВКП(б).
В 1932 году поступил в Московский институт востоковедения имени Нариманова на персидское отделение факультета международной торговли. Во время учёбы получил две грамоты: за отличную учёбу и участие в общественной жизни. Однако в 1933 году, после окончания всего одного курса, был отозван в распоряжение ЦК ВКП(б) и выбыл из числа студентов вуза.
В 1928—1938 годы (за исключением годичного перерыва на учёбу в 1932—1933 гг.) — на оперативной работе в органах ОГПУ-НКВД в ролях помощника уполномоченного, уполномоченного, оперуполномоченного, начальника отделения, а с 1936 года — заместителя начальника Северо-Казахстанского областного Управления ОГПУ-НКВД. В мае 1938 года вновь назначенный первый секретарь ЦК КП(б) Казахстана Н. А. Скворцов способствует переводу Ж. Шаяхметова на должность заместителя начальника Алма-Атинского Управления ОГПУ-НКВД.

### Партийная деятельность

#### В должности 3-го секретаря ЦК КП Казахской ССР
В июне 1938 года Шаяхметов был вызван в Москву в ЦК ВКП(б) для согласования его перевода на руководящую партийную работу. Во время II съезда Коммунистической партии Казахстана, прошедшего в июле 1938 года, он был избран членом ЦК и третьим секретарём ЦК КП Казахстана.
Начало деятельности Ж. Шаяхметова в качестве одного из руководителей Казахской ССР пришлось на начало полномасштабной войны между Японией и Китаем, во время которой СССР оказывал поддержку Китаю на советско-китайской границе через территорию Казахской ССР. Шаяхметов, как один из руководителей республики и опытный «силовик», способствовал эффективному процессу оказания Китаю соответствующей поддержки.
Также Ж. Шаяхметов курировал блок идеологии. В его обязанности входила в том числе популяризация официальной сталинской версии идеологии и истории в связи с выходом в свет Краткого курса истории ВКП(б).
27 января 1939 года было принято новое распределение обязанностей между секретарями ЦК КП Казахстана. Первый секретарь Н. А. Скворцов отвечал за наркомат земледелия, наркомат совхозов и отдел руководящих партийных органов. Второй секретарь С. Д. Дауленов — за наркомат просвещения, управление по делам искусств и управление делами ЦК. Третий секретарь Шаяхметов стал курировать наркоматы пищевой промышленности, финансов, здравоохранения, коммунального хозяйства, а также ЛКСМ Казахстана.

#### В должности 2-го секретаря ЦК КП Казахской ССР
В июне 1939 года прошёл III пленум ЦК КП Казахстана, на котором Шаяхметов был назначен вторым секретарём ЦК КП Казахстана. На посту третьего секретаря его сменил М. С. Салин.
Начало работы Шаяхметова на более высокой должности совпало с подготовкой к празднованию 20-летия основания Казахской АССР, переходом страны к 8-часовому рабочему дню и 6-дневной рабочей неделе, а также введением в эксплуатацию железной дороги Акмолинск — Карталы.
Одной из сфер ответственности Шаяхметова были вопросы сельского хозяйства республики, и в этой сфере он преуспел. При нём шло расширение посевных площадей, повышалась урожайность сельскохозяйственных культур, росло поголовье скота. За успехи в развитии сельского хозяйства в 1939 году Ж. Шаяхметов был удостоен ордена Трудового Красного Знамени. В 1941 году Казахская ССР сдала государству сто миллионов пудов хлеба, что на тот момент было наивысшим показателем в истории республики.
В 1941 году, по инициативе Ж. Шаяхметова, К. И. Сатпаев был переведён на работу в Алма-Ату. Он был назначен директором Института геологических наук и заместителем председателя Президиума казахского филиала Академии наук СССР, а спустя год был утверждён в должности председателя филиала.
В феврале 1941 года Шаяхметов принял участие в XVIII партийной конференции ВКП(б), на которой И. В. Сталин обратил внимание на необходимость укрепления промышленной базы на востоке страны, в том числе и в Казахской ССР. А после начала Великой Отечественной войны Шаяхметова назначили уполномоченным ГКО по Казахской ССР. В данной роли он отвечал за размещение на территории республики людей и предприятий, эвакуированных с западных регионов СССР, а также занимался вопросами размещения и решения социально-бытовых проблем депортированных народов.
22 июня 1941 года Шаяхметов выступил на митинге трудящихся в парке имени М. Горького в Алма-Ате, на котором присутствовало 25 тысяч человек, с речью о необходимости мобилизации ресурсов республики для победы в войне. Публика отреагировала на его речь аплодисментами.
В июле 1941 года в республику начали прибывать первые эшелоны эвакуированных граждан СССР, количество которых к концу года составило 366,4 тысячи человек, а к лету 1943 года превысило 532 тысячи человек. Также в Казахскую ССР было эвакуировано множество заводов и цехов из Белорусской ССР, Украинской ССР и западных регионов РСФСР. На территорию республики в том году также перегнали 76,5 тысячи голов крупного рогатого скота, 50,5 тысячи овец, 5 902 лошади и другое имущество колхозов и совхозов западных регионов СССР. Вопросами размещения эвакуированных людей и имущества на территории Казахской ССР заведовал Ж. Шаяхметов.
Благодаря установке оборудования эвакуированного с Украины предприятия, в начале 1940-х годов удалось значительно ускорить строительство Актюбинского завода ферросплавов. Также на основе эвакуированного из Москвы завода рентгеновской аппаратуры было организовано предприятие Актюбрентген. В Караганде был построен завод шахтного оборудования из Украины. В Алма-Ате на площадке строившегося авторемонтного завода было установлено оборудование завода тяжёлого машиностроения из Ворошиловграда (Луганска, Украины). 
В октябре 1941 года в Акмолинске на базе эвакуированного из Мелитополя машиностроительного завода был организован цех, начавший уже к концу года выдавать первые партии осколочных снарядов, а затем мин и гранат. Свинцовый завод в Чимкенте, по поручению ГКО, в дополнение к плавке свинца, наладил производство чугунных корпусов для осколочных снарядов, а также начал выплавку висмута. К концу 1941 года данный завод, получив в своё распоряжение оборудование предприятий Подольска, смог построить на своей базе прокатный цех, смонтировать прокатный стан, трубные прессы, и начать выпуск свинцовых труб.
Ввиду необходимости подготовки для нужд армии квалифицированных военных кадров, Шаяхметов взял под своё кураторство 30 военных учебных заведений Казахской ССР, контролируя процесс подготовки солдат и офицеров в них.
В начале 1940-х годов население Казахской ССР составляло около 6,1 миллиона человек. При этом за годы Великой Отечественной войны в армию было призвано более 1,2 миллиона жителей республики. В результате этого Казахская ССР начала испытывать дефицит кадров, необходимых для решения множества поставленных перед республикой народно-хозяйственных задач. Поэтому Шаяхметов искал по всей стране молодых и образованных людей казахской национальности и приглашал их на работу в Казахстан.
Поток прибывающих с фронта раненых и больных поставил перед руководством республики, в том числе Ж. Шаяхметовым, задачу по организации процесса их лечения и реабилитации. Для её решения в сентябре 1941 года в наркомате здравоохранения Казахской ССР было организовано управление по координации лечебных учреждений, а количество военных госпиталей возросло с двух до начала войны до 78 к весне 1942 года, что позволяло одновременно лечить около 24 тысяч человек.
В 1942 году, по инициативе Ж. Шаяхметова, Д. А. Кунаев был переведён из Риддера в Алма-Ату на должность заместителя Председателя Совета народных комиссаров Казахской ССР.
13 сентября 1942 года ГКО принял постановление «О неотложных мерах по добыче каменного угля в Карагандинском угольном бассейне», а спустя 10 дней распорядился увеличить добычу нефти на Эмбе на 80 процентов. 
Также в течение 1942 года, по распоряжению Ж. Шаяхметова, в 3 раза были увеличены площади под выращивание свёклы в Джамбульской, Чимкентской и Алматинской областях, а также на треть увеличены посевы подсолнечника. 
Из Ростовской, Сталинградской и Воронежской областей, а также Ставропольского края и Калмыцкой АССР в Казахстан перегнано 552,7 тысяч голов скота. Колхозы и совхозы республики сдали в счёт мясопоставок 160,4 тысяч голов крупного рогатого скота (вдвое больше чем в предыдущем году) и 878,1 тысяч овец (приблизительно в 3 раза больше чем в предыдущем году). 
В итоге в 1942 году Казахская ССР стала 2-й в стране после РСФСР угольной, промышленной, зерновой и животноводческой базой, а Ж. Шаяхметов был награждён орденом «Знак Почёта» за заслуги в развитии сельского хозяйства.
В 1943 году колхозы и совхозы Казахской ССР сдали государству более 300 тысяч голов крупного рогатого скота и около 1,7 миллиона овец. Данный показатель значительно превосходил объёмы предвоенных поставок.
Также Казахская ССР оказывала помощь освобождённым от оккупантов регионам страны. Так, в период с июня 1942 по июнь 1943 года в указанные регионы было направлено 3 879 трактористов, 700 бригадиров тракторных бригад, 106 механиков, 300 комбайнеров, 69 директоров МТС и 115 агрономов. На Северный Кавказ и освобождённые территории Украинской ССР было отправлено 4 тысячи тракторов и другая сельскохозяйственная техника. 
В Орловскую область в 1943 году было направлено 11,6 тысяч голов крупного рогатого скота, около 74 тысяч овец и коз, 552 рабочих вола, 722 лошади, более 18 тысяч свиней, а также выделено оборудование для трёх детских садов, роддома, 2-х больниц, 3-х фельдшерских пунктов и 11 сельских библиотек. 
Руководил указанным процессом Ж. Шаяхметов. Несмотря на это, во время заслушанного 8 февраля 1944 года отчёта о положении дел в сельском хозяйстве республики, руководством СССР были высказаны претензии в отношении зернового хозяйства и животноводческой отрасли Казахской ССР.
В 1944 году республика сдала государству на 20,6 миллионов пудов хлеба больше, чем в предыдущем году, а также перевыполнила план сдачи сахарной свёклы, картофеля и овощей.
К концу Великой Отечественной войны стала острее проявляться нехватка трудовых ресурсов в Казахской ССР. В этой связи, в одной из своих командировок в Москву, Ж. Шаяхметову удалось убедить И. В. Сталина использовать часть мобилизируемых в армию призывников на наращивание темпов строительства индустриальных предприятий республики.

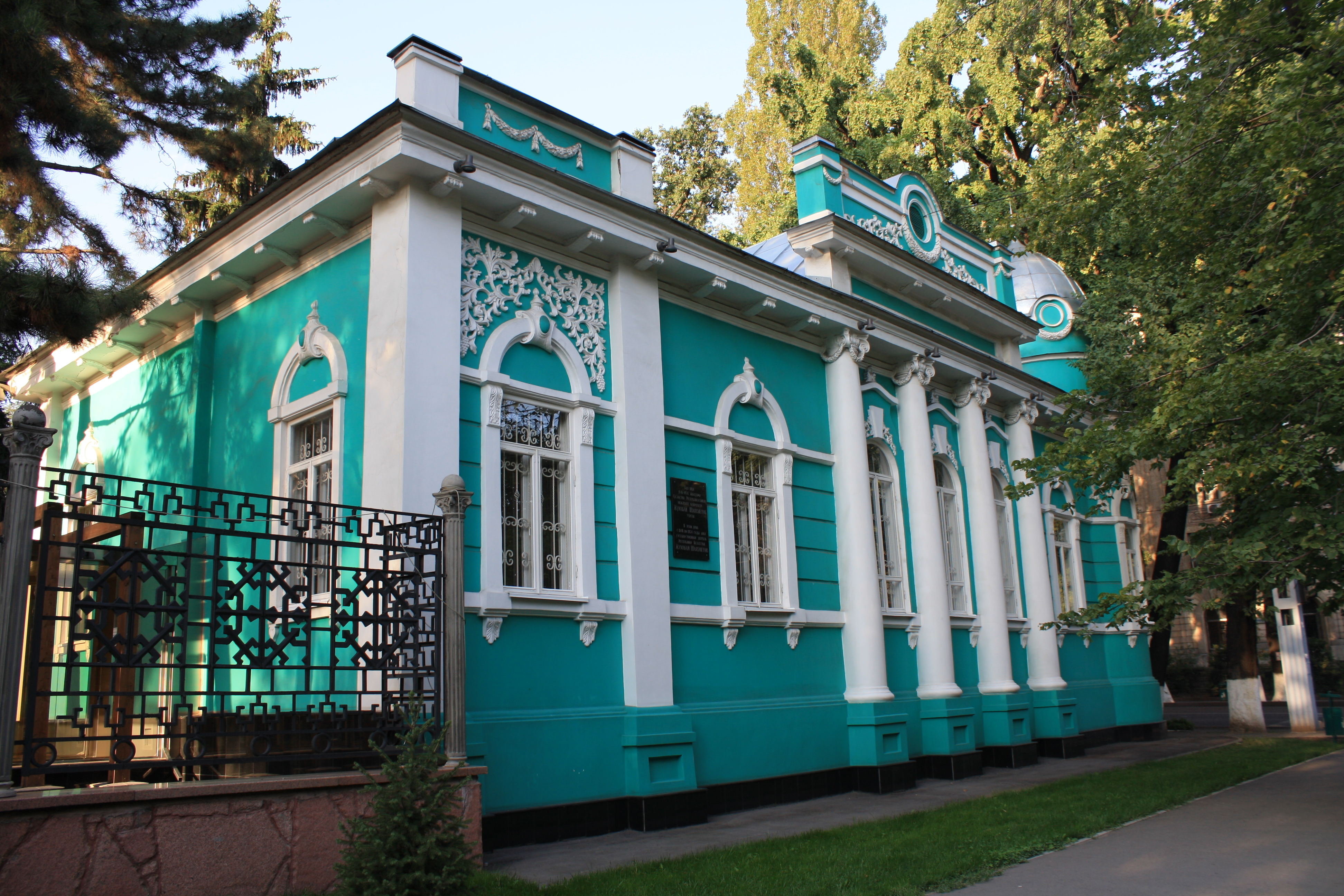
Дом Головизина в Алма-Ате, в котором проживал Ж. Шаяхметов с семьёй в бытность 1-м секретарём ЦК КП Казахской ССР. Фото 2009 года.

Со второй половины 1944 года, по указанию Москвы, 12 заводам и фабрикам Казахской ССР, помимо обеспечения нужд фронта, были даны заказы на выпуск продукции народного хозяйства.
В 1944 году, при непосредственном участии Ж. Шаяхметова, было организовано сразу четыре высших учебных заведения:
1) Государственная консерватория имени Курмангазы, 
2) Казахский государственный женский педагогический университет, 
3) Казахский государственный институт физической культуры
4) и Казахский химико-технологический институт. 
Также при поддержке Шаяхметова в сентябре 1944 года был организован театр юного зрителя.
Однако, согласно записи наркома торговли Казахской ССР Ильяса Омарова, сделанной 5 февраля 1944 года, у Ж. Шаяхметова сложились непростые отношения с председателем Совета народных комиссаров Казахской ССР Нуртасом Ундасыновым, что негативно отражалось на их работе.
17 ноября 1945 года состоялась юбилейная сессия Верховного Совета Казахской ССР, посвящённая 25-летию образования Казахстана, после которой Ж. Шаяхметов принял у себя Талгата Бегельдинова. 
После этой встречи Шаяхметов помог дважды Герою Советского Союза с семьёй переехать из Фрунзе в Алма-Ату, а также оказал поддержку в его поступлении в Военно-воздушную академию.
Также в 1945 году Ж. Шаяхметов был награждён 1-м орденом Ленина за заслуги в развитии сельского хозяйства.

#### В должности 1-го секретаря ЦК КП Казахской ССР
В начале 1946 года Ж. Шаяхметов был утверждён в должности 1-го секретаря ЦК КП Казахской ССР, сменив на этом посту Г. А. Боркова. Пост 2-го секретаря вместо Шаяхметова занял С. И. Круглов.
Заняв должность первого руководителя республики, стал проживать в доме почётного гражданина Головизина в Алма-Ате.
Летом 1946 года, на авиационном параде в Тушино, Иосиф Сталин отметил, что Ж. Шаяхметов является первым руководителем Казахской ССР коренной национальности, представив его присутствовавшим чиновникам страны следующими словами:

Товарищи, это Жумабай Шаяхметов — первый национальный секретарь Казахстана.
Также Сталин стал называть Шаяхметова «Орёл Востока».
В этом же году, по поручению руководства страны, республике необходимо было увеличить вклад в решение продовольственной проблемы СССР. Однако возможности для этого были крайне ограничены. За годы Великой Отечественной войны погибло около 600 тысяч жителей Казахской ССР. Также было множество тяжело раненных. На начало 1946 года укомплектованность механизаторами и шофёрами составляла 78 %. Из-за отсутствия людей колхозы и совхозы не могли сохранять прежние объёмы посевов зерновых, которые сократились более чем на 700 тысяч гектаров.
Плохими были и условия жизни народа. Сохранялась карточная система выдачи продуктов. Граждане не могли получить необходимый объём питания ввиду недостаточности его производства. Также имелись проблемы с одеждой, обувью, бельём и предметами личного обихода. В обществе наблюдался рост преступности, вызванной тяжёлыми условиями жизни, а также большим притоком переселенцев и депортированных.
Для решения проблемы кадрового голода, Ж. Шаяхметов распорядился в оперативном порядке организовать школы подготовки и переобучения кадров в Уральске, Петропавловске и Семипалатинске, куда зачислялись бывшие фронтовики и молодые выпускники школ и профучилищ.
По ходатайству Ж. Шаяхметова в ведущих вузах СССР были выделены квоты для национальных кадров Казахской ССР, которым оплачивался проезд, оказывалась материальная помощь через постоянное представительство республики в Москве и профильные министерства Казахской ССР.
Особое внимание Шаяхметов оказал созданию Академии наук Казахской ССР, открытие которой состоялось 1 июня 1946 года. Несмотря на трудности послевоенного времени, в 1946—1947 годы для академиков были построены персональные дачи. Также была повышена заработная плата работникам науки. Размер пособия академиков стал сопоставим с зарплатами заместителей наркомов.

Ж. Шаяхметов ведёт заседание 2-й сессии 3-го созыва Верховного Совета СССР. Москва, 1951 год.
В президиуме слева направо: К. Е. Ворошилов, М. А. Якубов, Н. М. Шверник, Ж. Шаяхметов, М. А. Яснов, И. В. Сталин

Ж. Шаяхметов уделял большое внимание росту национальных кадров, способствовал повышению их грамотности и участию в общественной и политической жизни республики. Так, если в 1944 году количество студентов коренной национальности в высших учебных заведениях Казахской ССР составляло 1 399 человек, то к 1946 году их число возросло до 3 482 человек или 30 процентов от общего состава студентов.
23 апреля 1946 года Бюро ЦК КП Казахстана под руководством Шаяхметова приняло решение о переводе работ В. И. Ленина на казахский язык в целях повышения грамотности казахоязычного населения.
Также количество кандидатов и членов Коммунистической партии Казахской ССР увеличилось с 113 165 в 1943 году до 203 443 к 1947 году. Количество казахов при этом составляло 84,6 тысяч человек или 41,6 %.
Доля номенклатурных работников ЦК КП(б) Казахстана коренной национальности к 1947 году увеличилась до 36,3 %, а партийных работников — до 47,3 %. Из 729 секретарей горкомов и райкомов партии 395 человек или 54 % составляли казахи. Из 70 секретарей обкомов партии коренной национальности — 36 человек или 51 %. В составе председателей облисполкомов казахов было 87,5 %, председателей исполкомов горсоветов и райсоветов — 57 %. Удельный вес кадров с высшим образованием вырос с 25 до 29 %.
По итогам 1947 года Казахская ССР показала положительные результаты в области развития сельского хозяйства, а также увеличением поголовья скота, что позволило отменить в республике карточную систему. В том году Шаяхметов был награждён вторым орденом Ленина за заслуги в развитии сельского хозяйства.
В 1948 году была запущена кампания по массовой электрификации аулов и сёл республики. По просьбе Ж. Шаяхметова, поддержанной Н. А. Скворцовым и А. Н. Косыгиным, в Казахскую ССР прибыло большое количество монтажников с необходимым оборудованием из Свердловска, Челябинска, Магнитогорска, Нижнего Тагила, Серова и других городов. Были полностью электрифицированы 752 колхоза, 164 совхоза, 193 районных центра и большое количество МТС. В итоге производство электроэнергии в республике к 1950 году в сравнении с 1945 годом выросло в 2,5 раза с 1 147,5 миллионов до 2 817 миллионов киловатт-часов.

«В отличие от своих предшественников он был более активным и аккуратным руководителем, хорошим организатором. Под его руководством ещё более высокими темпами стала развиваться экономика Казахстана в послевоенные годы».— вспоминал Д. А. Кунаев
Приблизительно в 1947—1948 годы, с подачи члена Политбюро ЦК КПСС Андрея Жданова и в развитие принятого ранее Постановления ЦК ВКП(б) о журналах «Звезда» и «Ленинград», в СССР начались гонения на деятелей науки, литературы и искусства. В реализацию указанного курса, 21 января 1947 года принимается решение ЦК КП(б) Казахской ССР «О грубых политических ошибках Института языка и литературы Академии наук Казахской ССР». Начали появляться первые нападки на Алькея Маргулан, Ермухана Бекмаханова, Мухтара Ауэзова и других.
Однако в первой половине 1948 года процесс гонений в Казахской ССР стал менее интенсивным. В республиканских газетах публикаций с критикой представителей интеллигенции не наблюдалось. Предположительно это было связано с тем, что А. А. Жданов в тот период времени был серьёзно болен и летом 1948 года скончался, в связи с чем поручений проводить регулярные чистки идеологического характера в тот период в ЦК КП(б) Казахской ССР не поступали.
К концу 1949 года был достигнут запланированный на 1950 год уровень промышленного развития. Окончательно завершилось строительство Карагандинского металлургического завода, увеличилось производство продукции мирного времени на швейных и обувных фабриках республики, увеличился поток поездов на железных дорогах. Были введены новые линии производства на мясокомбинатах Петропавловска и Семипалатинска, благодаря которым производство колбасы увеличилось на 25 %. В сравнении с довоенным периодом, производство кондитерских изделий увеличилось в 5 раз, сбор зерновых увеличился с 2,5 миллионов тонн до 4,7 миллионов тонн.
12 июня 1950 года, на первой сессии Верховного Совета СССР третьего созыва, Ж. Шаяхметов был избран председателем Совета Национальностей Верховного Совета СССР. Эту позицию он стал совмещать с должностью 1-го секретаря ЦК КП Казахской ССР.
В этом же году, в сравнении с 1946 годом, производство хлопчатобумажных тканей в республике выросло примерно в 10 раз, а бельевого трикотажа — в 4 раза, благодаря чему значительно вырос ассортимент одежды, предметов домашнего обихода и спальных принадлежностей. Увеличилась отдача аграрного сектора, в связи с чем в магазинах республики появились в достатке сахар, масло, хлеб, молоко и консервы. В целом в период четвёртой пятилетки ВВП в промышленности Казахской ССР рос на 12—14 % в год, а население республики к 1950 году достигло 6,5 миллионов человек. Посевная площадь за указанный период увеличилась примерно на 30 %, а площадь зерновых культур — на 24 %.
В 1950 году также начался процесс укрупнения колхозов. Их численность в тот год сократилась с 6 737 до 3 696, а к 1953 году уменьшилась до 2 047. Указанное позволило оптимизировать структуру управления колхозами и значительно сократить расходы на содержание административного аппарата, а сэкономленные средства перенаправить на переподготовку и повышение квалификации кадров. Так, в этот период на указанные средства были организованы агрозоотехнические курсы с трёхгодичным сроком обучения без отрыва от производства, на которых обучилось более 100 тысяч человек.
В период с 1950 по 1955 годы в Казахской ССР было построено около 700 промышленных предприятий. Это стало возможно в том числе путём увеличения финансирования республики из общесоюзного бюджета. За указанный период производство строительных материалов выросло в два раза, что, в свою очередь, способствовало улучшению ситуации с обеспечением людей жильём. Добыча угля в Карагандинском угольном бассейне увеличилась в 2,5 раза в сравнении с довоенным периодом. В 1953 году удельный вес Казахской ССР в валовом сборе зерна по СССР составил 6,6 %, в то время как в 1940 году этот показатель составлял 2,6 %. Успехи Ж. Шаяхметова в развитии сельского хозяйства были отмечены третьим орденом Ленина, который он получил в 1952 году.
В начале 1950-х годов Н. А. Булганин предложил кандидатуру Шаяхметова на пост министра в Правительстве СССР, однако И. В. Сталин данное предложение отклонил, поскольку считал, что замены Шаяхметову в Казахской ССР на тот момент не было.
30 января 1952 года на страницах газеты «Правда» вышла статья, обвинявшая М. О. Ауэзова в недостатке гражданской бдительности и буржуазно-националистических ошибках в творчестве. В результате Ауэзов был уволен из Института языка и литературы Академии наук Казахской ССР и ему стал грозить арест. Шаяхметов обратился с просьбой к Г. М. Маленкову, в результате которой М. Ауэзову помогли устроиться на работу в Москве.
В сентябре 1953 года прошёл пленум ЦК КПСС, на котором вновь избранный Первый секретарь ЦК КПСС Н. С. Хрущёв подверг критике руководство Казахской ССР за положение дел в сельском хозяйстве, а также дал поручение Бюро ЦК КП Казахстана подготовить обоснование расширения посевных площадей в республике с целью массового наращивания производства зерна и развития животноводства.
Ж. Шаяхметов не согласился с предлагаемыми Н. С. Хрущёвым темпами, масштабами и способами освоения целины. В ходе личной встречи он сообщил руководителю страны, что земли Казахской ССР уже находились в зоне рискованного земледелия, поскольку плодородный слой, гумус, составлял всего несколько сантиметров. Этот слой держал почву, которая бы просто развеялась при распашке, и в итоге республика рисковала потерять свои плодородные земли. Вместо этого Шаяхметов предложил Хрущёву сделать упор на животноводство, для которого земля Казахстана исторически и была предназначена.
Однако Н. С. Хрущёв считал, что Ж. Шаяхметов в разговоре с ним был неискренен и намеренно занижал размеры земель, пригодных к распашке, поскольку знал, что для этого потребуется переброска большого количества жителей из других республик, в результате чего в Казахской ССР ещё больше снизится удельный вес населения коренной национальности.
Подготовленную командой Ж. Шаяхметова по поручению ЦК КПСС программу развития зернового хозяйства Н. С. Хрущёв счёл неудовлетворительной и подверг критике. В результате, на состоявшемся 5-6 февраля 1954 года IX пленуме ЦК КП Казахстана, за несогласие с масштабом предлагаемой программы массового освоения целины, Шаяхметов был снят с должности 1-го секретаря ЦК КП Казахской ССР, а И. И. Афонов — с должности 2-го секретаря ЦК КП республики. Их места заняли П. К. Пономаренко и Л. И. Брежнев соответственно.

### Последние годы жизни
После освобождения от должности 1-го секретаря ЦК КП Казахской ССР, Ж. Шаяхметов также был смещён с позиции председателя Совета национальностей Верховного Совета СССР и на некоторое время остался без работы. Однако вскоре, в апреле 1954 года, он был назначен первым секретарём Южно-Казахстанского обкома КП Казахстана.
Перед указанным назначением обсуждался вопрос о том, чтобы оставить Шаяхметова в роли отраслевого секретаря ЦК КП Казахской ССР, однако Никита Хрущёв данное предложение не поддержал.
В том же году у Ж. Шаяхметова начались серьёзные проблемы со здоровьем, выражавшиеся в сильных головных болях. Причиной тому было начало развития опухоли головного мозга. Из-за прогрессирующей болезни он уже не мог постоянно находиться на работе и большую часть времени проводил на лечении или лежал дома.
Однако на Шаяхметова поступил донос от второго секретаря Южно-Казахстанского обкома КП Казахской ССР Тарасенко о том, что он избегает работы и уходит в рабочее время домой.
В результате этого, в мае 1955 года Шаяхметов был снят со своей должности и отправлен на пенсию. При этом с должности второго секретаря был также снят написавший на него донос Тарасенко. На их должности были назначены Исмаил Юсупов и Семён Елагин соответственно.
Лишившись своих постов в структуре Казахской ССР, Ж. Шаяхметов на какое-то время продолжал оставаться членом ЦК КПСС и депутатом Верховного Совета СССР.
В августе 1955 года, приехав в Москву на очередную сессию Верховного Совета СССР, Шаяхметов потерял сознание в гостинице «Москва», в которой останавливался во время своих командировок в столицу. Его отвезли в Первую Кремлёвскую больницу, а после установления диагноза «Опухоль мозга в области малого крыла основной кости слева» перевели в Научно-исследовательский институт нейрохирургии имени Бурденко, где в сентябре 1955 года Борис Егоров сделал ему первую операцию на головном мозге.
Ввиду необходимости находиться под постоянным наблюдением врачей и регулярно посещать медицинские процедуры Шаяхметов был вынужден после операции остаться в Москве. Первое время он со своей супругой и младшим сыном жил в служебной квартире представительства Казахской ССР при Совете министров СССР на Трубниковском переулке. За это время он, ещё оставаясь членом ЦК КПСС, в феврале 1956 года в последний раз участвовал в работе XX съезда КПСС, на котором Н. С. Хрущёв выступил с осуждением культа личности Сталина. В том же году Ж. Шаяхметов был выведен из состава ЦК КПСС.
В июне 1956 года Шаяхметов перенёс вторую операцию на головной мозг в том же институте. В справке этого института № 24524 от 25 августа 1958 года написано, что он находился на лечении в данном институте с диагнозом «продолжительный рост опухоли арахноидэндотелиомы — малого крыла слева с гнойным осложнением, свищ в области операционного рубца».
В конце 1950-х годов Ж. Шаяхметов со своей семьёй переехал в однокомнатную квартиру на проспекте Мира. 6 февраля 1964 года, на 59-м году жизни, скончалась супруга Ж. Шаяхметова. После её смерти он вернулся в Алма-Ату.

Памятник бюст над местом захоронения Жумабая Шаяхмета в Центральном кладбище в Алмате.

17 октября 1966 года Шаяхметов скончался в больнице Совета министров Казахской ССР после продолжительной болезни. Официальная причина смерти — церебральный арахноидит. Церемония прощания прошла в Казахском драматическом театре имени Ауэзова. Председателем комиссии по организации похорон был секретарь ЦК КП Казахской ССР Григорий Мельник. Похоронен на Центральном кладбище города Алма-Аты.

## Оценка личности
Мнение о личности Жумабая Шаяхметова неоднозначное, поскольку он служил в органах НКВД Казахской ССР во время «Большого террора», а в период «Борьбы с космополитизмом» являлся первым руководителем Казахской ССР и пользовался поддержкой И. В. Сталина. В газете «Егемен Казакстан» за 26 февраля 2003 года указывается о причастности Шаяхметова к расправе над композитором Укили Ибраем в 1930 году. В выпуске газеты «Жас Алаш» № 73 от 22 марта 2003 года ему приписывается участие в политических гонениях на писателя Мухтара Ауэзова, учёного Каныша Сатпаева, а также историка Ермухана Бекмаханова.
Однако в данном отношении существуют и противоположные мнения. Так, бывший президент Академии наук Казахской ССР Шафик Чокин отмечал, что Ж. Шаяхметов способствовал назначению Каныша Сатпаева на высшие посты в системе научных учреждений Казахской ССР, а также оказывал ему большую поддержку в создании Академии наук Казахской ССР. Также имеется информация, что Шаяхметов прилагал усилия, чтобы уберечь Е. Б. Бекмаханова от гонений в связи с его работой по исследованию деятельности Кенесары Касымова, а также помог М. О. Ауэзову избежать ареста, попросив советского партийного деятеля Георгия Маленкова найти ему работу в Москве. По мнению историка Манаша Козыбаева, документальных свидетельств о причастности Ж. Шаяхметова к политическим репрессиям нет.

## Награды
- три ордена Ленина (1945, 1947, 1952)[16]
- Орден «Знак Почёта» (1942)[16]
- Орден Трудового Красного Знамени (1939)[16]
- другие награды.

## Семья
Жена Ж. Шаяхметова — Майнур Галиевна Чокабаева (1907—1964).
У них было семеро детей: пятеро сыновей и две дочери.
Дочь и два сына умерли в младенчестве.
Остальные дети по старшинству:
- сын Равиль (1927—2000) — инженер-металлург, кандидат технических наук, похоронен на Центральном кладбище вместе с отцом;
- сын Ноэль (1931—???) — судмедэксперт, антрополог, последние годы жил в Москве[88];
- дочь Алма (1934—2013) — географ, научный сотрудник, автор книги «Глазами дочери»[42];
- сын Таргын (1946—2006).

В 1941 году в Алма-Ату был эвакуирован эшелон с детьми из Украинской ССР. Шаяхметов, обратившись к жителям города принять у себя этих детей, сам вместе с супругой усыновил трёхлетнего мальчика Владимира Малько. В итоге приёмный сын стал носить фамилию Шаяхметов, а в документах в графе о национальности указывался как казах.

## Память
Имя Ж. Шаяхметова было предано забвению по поручению Н. С. Хрущёва. В итоге его личность не упоминалась во многих официальных изданиях СССР, в том числе в 1-м издании Советского энциклопедического словаря.
В конце 1960-х годов местными властями была предпринята попытка присвоить имя Ж. Шаяхметова вновь созданному совхозу в Келесском районе на границе с Узбекской ССР, однако руководство ЦК КП Казахской ССР одобрение на это не дало.
Игнорирование личности Шаяхметова продолжилось и после обретения Казахстаном независимости. Так, вопреки ранее утверждённой программе, мероприятие по случаю празднования 100-летия со дня рождения Ж. Шаяхметова пропустил аким города Алма-Аты В. В. Храпунов, а вместо него выступил начальник отдела по связям с общественностью. Самым высокопоставленным представителем государственной власти, посетившим мероприятие, стал министр культуры и информации М. А. Кул-Мухаммед.
20 ноября 2002 года группа известных деятелей Республики Казахстан, в числе которых Б. А. Ашимов, Ж. Балапанов, Т. Я. Бегельдинов, Ш. И. Валиханов, К. Кайсенов, С. К. Нурмагамбетов, Е. Б. Серкебаев и Ш. Ч. Чокин, обратилась с письмом на имя руководства страны с предложением о присвоении имени Ж. Шаяхметова улицам в городах Алма-Ата и Петропавловск, одному из районов Казахстана, а также ЖенПИ. Однако вышеуказанные предложения не были приняты, а первая улица имени Ж. Шаяхметова появилась в Шымкенте 10 июня 2010 года.